# The Dwarves
«The Dwarves» (нім. Die Zwerge, укр. Гноми) — фентезійна рольова відеогра за однойменним романом німецького письменника Маркуса Гайца, розроблена студією «King Art Games». Музику до гри написав Бенні Ошманн.
Бета-версія гри вийшла 3 червня 2016 року. Розробка гри йшла із залученням коштів ($ 310 091), зібраних на краудфандинговій платформі «Kickstarter».

## Відгуки
| Агрегатор  | Оцінка                              |
| ---------- | ----------------------------------- |
| Metacritic | PC: 61/100 PS4: 60/100 XONE: 58/100 |

| Видання        | Оцінка |
| -------------- | ------ |
| IGN            | 6.2/10 |
| PC Gamer (США) | 45/100 |

Гру сприйняли неоднозначно. Вона отримала оцінку 68 % на Metacritic. Sixth Axis оцінила гру у 5 балів із 10, сказавши, що «ті, кому ця гра сподобається, головно є фанатами книжок, але для всіх інший ця гра забутня». IGN присудив їй оцінку 6,2 з 10, зазначивши, що гра має «добру основу, але, на жаль, недостатньо міцну, щоб компенсувати недоліки ігрового процесу».